# Волковщина (Горецкий район)
Во́лковщина (бел. Воўкаўшчына) — деревня в составе Ленинского сельсовета Горецкого района Могилёвской области Республики Беларусь.

## Население
- 1999 год — 14 человек
- 2010 год — 3 человека